# Territorialstruktur der National Wrestling Association
Dieser Artikel befasst sich mit der Territorialstruktur der National Wrestling Association (NWA). Diese wurde ab 1930 zielstrebig zum nationalen Wrestling-Dachverband (Wrestling Federation) der Vereinigten Staaten ausgebaut.

## Grundsätzliches
Auf Basis der amerikanischen Bundesstaaten führte sie eine Organisationsstruktur ein, die später auch von anderen Wrestling-Veranstaltern (Promotions) übernommen und ausgebaut werden würde.
Die Bundesstaaten der USA sind seit jeher in verschiedene Regionen eingeteilt. Diese behördliche Regionaleinteilung übernahm die NWA und sie setzte dort ein bis zwei Hauptveranstalter (Major Promotions) ein, welche die NWA lokal und regional nach außen vertraten. Diesen Hauptveranstaltern waren lokale Veranstalter (Ligen) als Suborganisationen (Affiliates) zugeteilt, zu welchen noch sogenannte Associated Promotions (assoziierte Ligen) und lose angeschlossenen Wrestling-Verbände in Form der Local Promotions zugehörig waren.
Tabelle mit den Regionen (States) der National Wrestling Association (Teil I) 
| New England   | Mid-Atlantic | East North Central | West North Central | East South Central |
| ------------- | ------------ | ------------------ | ------------------ | ------------------ |
| Maine         | New York     | Ohio               | Minnesota          | Kentucky           |
| New Hampshire | New Jersey   | Indiana            | Iowa               | Tennessee          |
| Vermont       | Pennsylvania | Illinois           | Missouri           | Alabama            |
| Massachusetts |              | Michigan           | North Dakota       | Mississippi        |
| Rhode Island  |              | Wisconsin          | South Dakota       |                    |
| Connecticut   |              |                    | Nebraska           |                    |
|               |              |                    | Kansas             |                    |

Tabelle mit den Regionen (States) der National Wrestling Association (Teil II) 
| West South Central | South-Atlantic       | Mountain   | Pacific    | Territory |
| ------------------ | -------------------- | ---------- | ---------- | --------- |
| Arkansas           | Delaware             | Montana    | Washington | Alaska    |
| Louisiana          | Maryland             | Idaho      | Oregon     | Hawaii    |
| Oklahoma           | District of Columbia | Wyoming    | California |           |
| Texas              | Virginia             | Colorado   |            |           |
|                    | West Virginia        | New Mexico |            |           |
|                    | North Carolina       | Arizona    |            |           |
|                    | South Carolina       | Utah       |            |           |
|                    | Georgia              | Nevada     |            |           |
|                    | Florida              |            |            |           |

## Vorbild für andere Wrestling-Veranstaltern
Die von der National Wrestling Association eingeführte Organisationsstruktur wurde Vorbild ähnlich strukturierter Territorialstrukturen, wie sie später von der National Wrestling Alliance (der heutigen NWA), einer Abspaltung der National Wrestling Association, oder der American Wrestling Association (AWA). Am bekanntesten ist jedoch das Territorialprinzip der heutigen NWA, welche zwischen 1948 1993 klassisch betrieben wurde und das 2012–2017 in Form der NWA-Regionen samt Lizenzvergabe fortgeführt wurde. 2017–2023 wurden von der heutigen NWA alle regionalen Organisationsstrukturen zugunsten einer zentralistischen geführten Geschäftspraxis nach Vorbild der WWE aufgegeben und erst 2023 wieder aufgenommen, als der damalige größte Konkurrent der NWA, die WWE, verkauft wurde.